# Leucopis
|  | Dieser Artikel wurde aufgrund von formalen oder inhaltlichen Mängeln in der Qualitätssicherung Biologie zur Verbesserung eingetragen. Dies geschieht, um die Qualität der Biologie-Artikel auf ein akzeptables Niveau zu bringen. Bitte hilf mit, diesen Artikel zu verbessern! Artikel, die nicht signifikant verbessert werden, können gegebenenfalls gelöscht werden. Lies dazu auch die näheren Informationen in den Mindestanforderungen an Biologie-Artikel. |

Leucopis ist eine Gattung von Fliegen (Chamaemyiidae) aus der Ordnung der Zweiflügler (Diptera). Fliegen dieser Gattung werden zur biologischen Bekämpfung von Adelgidae eingesetzt.

## Merkmale
Die Larven von Leucopis ähneln denen von Schwebfliegen, unterscheiden sich jedoch dadurch, dass sie im hinteren Bereich zwei weiß auseinander liegende Stigmen besitzen, welche bei Schwebfliegen in eine einzelne Röhre geformt ist. Sie sind weiß bis gelb gefärbt und zeigen vereinzelt Tuberkeln, Papillen, sowie ein wachsähnlicher Überzug. Die Imagines zeigen eine dicht bestäubte silbergraue Körperfärbung, weswegen sie im Englischen „silver-flies“ genannt werden; einige Arten besitzen auch eine schwarze oder gelbliche Färbung.
Die adulten Fliegen sind schwer voneinander zu unterscheiden, da sie klein und einheitlich aussehen.
John M. Aldrich merkte hierzu an:

„Die spezifischen Merkmale der Gattung Leucopis sind so unklar und unsicher, dass man fast zu bezweifeln neigt, ob die sechs Arten aus Nordamerika nicht tatsächlich Formen einer einzigen Art sind.“

## Verhalten
Die Larven sind Räuber von Blattläusen und Blattfloh-Nymphen. In tropischen Regionen werden aufgrund des Vorkommens vermehrt Schildläuse bejagt. Einige Arten greifen Blattlauskolonien an, die von Ameisen wegen ihres Honigtaus geschützt werden. Die Blattläuse in diesen Kolonien leben dicht beieinander und bewegen sich nicht sehr schnell, sodass die kleinen (weniger als 4 mm langen) Larven der Leucopis sie fangen können.
Die adulten Fliegen bleiben in der Nähe der Blattlauskolonien und ernähren sich von dem Honigtau, den die Blattläuse auf Blättern abgesondert haben. Des Weiteren reproduzieren sie das Verhalten von Ameisen, Blattläuse zu melken.

## Arten
Die Gattung Leucopis wurde 1830 von Johann Wilhelm Meigen angelegt. Typusart ist die Anthomyza griseola Fallén 1823 (später als Leucopis griseola eingeordnet).
( = in Deutschland vorkommend)
Untergattung Indioleucopis:
- L. luteicornis Malloch, 1924

Untergattung Leucopella:
- L. africana Malloch, 1927
- L. ardis Gaimari & Raspi, 2002
- L. chileana McAlpine, 1960
- L. euryvitta Gaimari & Raspi, 2002
- L. spatula Gaimari & Raspi, 2002
- L. vanharteni Gaimari & Raspi, 2002
- L. yaromi Gaimari & Raspi, 2002

Untergattung Leucomyia:
- L. alticeps Czerny, 1936
- L. gussakovskii Tanasijtshuk, 1965
- L. latifrons Beschovski & Merz, 1998
- L. lubrica Frey, 1958
- L. plumifrons Tanasijtshuk, 1970
- L. pulvinariae Malloch, 1921
- L. silesiaca Egger, 1863
- L. sogdiana Tanasijtshuk, 1965

Untergattung Leucopis:
- L. adelgivora Tanasijtshuk, 1986
- L. albipennis Meigen, 1830
- L. albipuncta Zetterstedt, 1855
- L. albostriata Czerny, 1936
- L. americana Malloch, 1921
- L. annulipes Zetterstedt, 1848
- L. aphidiperda Rondani, 1848
- L. aphidivora Rondani, 1847
- L. apicalis Malloch, 1921
- L. argentata Heeger, 1848[9]
- L. armeniaca Tanasijtshuk, 1986
- L. artemesia Tanasijtshuk, 1986
- L. astonea McAlpine, 1977
- L. atritarsis Tanasijtshuk, 1958
- L. auraria Tanasijtshuk, 1961
- L. aurea Tanasijtshuk, 1973
- L. bellula Williston, 1889
- L. bipunctata Strobl, 1898
- L. bivittata Malloch, 1940
- L. bursaria Rondani, 1848
- L. celsa Tanasijtshuk, 1979
- L. cerasiphila Gomolitzkaya & Tanasijtshuk, 1986
- L. ceratophalla Tanasijtshuk, 1970
- L. cinarophaga Tanasijtshuk, 1960
- L. cinerella Zetterstedt, 1848
- L. claripes Tanasijtshuk, 1979
- L. compacta Tanasijtshuk, 1972
- L. curtisetosa Beschovski & Merz, 1998
- L. dianae Tanasijtshuk, 1986
- L. diversa Tanasijtshuk, 1972
- L. dobrodginus Beschovski, 1998
- L. eugenii Tanasijtshuk, 1970
- L. flavicornis Aldrich, 1914
- L. formosana Hennig, 1938
- L. gallicola Tanasijtshuk, 1972
- L. gilva Séguy, 1953
- L. glyphinivora Tanasijtshuk, 1958
- L. grandis Tanasijtshuk, 1959
- L. griseola (Fallén 1823)
- L. grunini Tanasijtshuk, 1979
- L. impunctata Roser, 1840
- L. inserata Tanasijtshuk, 1986
- L. interposita Tanasijtshuk, 1986
- L. interruptovittata Aczel, 1937 (syn. zu L. argentata)
- L. kaszabi Tanasijtshuk, 1970
- L. kerzhneri Tanasijtshuk, 1970
- L. lusoria Meigen, 1830
- L. maculata Thompson, 1910
- L. magnicornis Loew, 1856
- L. major Malloch, 1921
- L. malicola Tanasijtshuk, 1986
- L. marcida Tanasijtshuk, 1968
- L. melanopus Tanasijtshuk, 1959
- L. minor Malloch, 1921
- L. minuscula Rondani, 1875
- L. misaphida Rondani, 1848
- L. monticola Tanasijtshuk, 1961
- L. morgei Smith, 1963
- L. ninae Tanasijtshuk, 1966
- L. nudiceps Zetterstedt, 1838
- L. ocellaris Malloch, 1940
- L. olivacea Meijere, 1928
- L. ornatifrons Czerny, 1936
- L. palliditarsis Rondani, 1875
- L. pallidolineata Tanasijtshuk, 1961
- L. palumbii Rondani, 1872
- L. paracompacta Tanasijtshuk, 1986
- L. paradoxopyga Tanasijtshuk, 1962
- L. parallela Malloch, 1921
- L. pemphigae Malloch, 1921
- L. populicola Tanasijtshuk, 1972
- L. pseudomelanopus Tanasijtshuk, 1961
- L. punctella Zetterstedt, 1838
- L. puncticornis Meigen, 1830
- L. quinquevittata Czerny, 1936
- L. revisenda Tanasijtshuk, 1970
- L. riedeli Czerny, 1936
- L. rosanovi Tanasijtshuk, 1986
- L. rufitarsis Tanasijtshuk, 1972
- L. rufithorax Tanasijtshuk, 1958
- L. salicis Tanasijtshuk, 1962
- L. scutellata Frey, 1936
- L. simplex Loew, 1869
- L. solaris Tanasijtshuk, 1986
- L. sorbi Tanasijtshuk, 1986
- L. sordida Becker, 1907
- L. splendida Tanasijtshuk, 1986
- L. spyrothecae Raspi, 2003
- L. steinbergi Tanasijtshuk, 1965
- L. subclaripes Tanasijtshuk, 1986
- L. subcompacta Tanasijtshuk, 1986
- L. svetlanae Tanasijtshuk, 1986
- L. szepligetii Aczél, 1937
- L. sziladyi Aczél, 1937
- L. talaria Rondani, 1875
- L. talitzkii Tanasijtshuk, 1966
- L. tibialis Zetterstedt, 1848
- L. tugajorum Tanasijtshuk, 1872
- L. ulmicola Tanasijtshuk, 1886
- L. verticalis Malloch, 1940

Untergattung Neoleucopis:
- L. aciliosa McAlpine, 1971
- L. ancilia McAlpine, 1971
- L. atratula Ratzeburg, 1844
- L. freyi McAlpine, 1971
- L. hadzibeiliae Tanasijtshuk, 1986
- L. manii Tanasijtshuk, 1968
- L. militia McAlpine, 1971
- L. nigraluna McAlpine, 1971
- L. obscura Haliday, 1833
- L. orbiseta McAlpine, 1971
- L. pinicola Malloch, 1921
- L. setigera McAlpine, 1971
- L. tapiae Blanchard, 1964 (syn. zu L. atratula)

Untergattung Xenoleucopis:
- L. alexandri Tanasijtshuk, 1986
- L. cilifemur Malloch, 1933
- L. cortesi Blanchard, 1964
- L. desantisi Blanchard, 1964
- L. gobiana Tanasijtshuk, 1986
- L. nigripes Malloch, 1933
- L. pseudobellula Blanchard, 1964
- L. rajabimazhari Raspi, 2005
- L. raoi Tanasijtshuk, 1986
- L. setifrons Tanasijtshuk, 1986

nicht eingeordnet:
- L. afghanica Tanasijtshuk, 1998
- L. aglaia Tanasijtshuk, 2003
- L. aldrich Tanasijtshuk, 2006
- L. ankophalla Tanasijtshuk, 2003
- L. askophalla Tanasijtshuk, 2003
- L. bosqi Blanchard, 1938
- L. canthogena Tanasijtshuk, 2003
- L. charactophalla Tanasijtshuk, 2003
- L. chillcotti Tanasijtshuk, 2003
- L. decipiens Tanasijtshuk, 2005
- L. dislineata Tanasijtshuk, 2003
- L. fiorii Raspi, 1986
- L. frontalis Blanchard, 1964
- L. gaimarii Tanasijtshuk, 1996
- L. geniculata Zetterstedt, 1855 
(syn. Anchioleucopis geniculata)
- L. gloriae Raspi, 1985
- L. griseostriata Tanasijtshuk, 2006
- L. hennigrata McAlpine, 1978
- L. hermanni Tanasijtshuk, 2003
- L. lotophila Tanasijtshuk, 2003
- L. pecania Tanasijtshuk, 2006
- L. philoisos Tanasijtshuk, 2003
- L. picea Walker, 1849
- L. priapophalla Tanasijtshuk, 2006
- L. psyllidiphaga McLean, 1998
- L. rotundogena Tanasijtshuk, 2003
- L. saliceti Tanasijtshuk, 2003
- L. schlingeri Tanasijtshuk, 2003
- L. shannoni Tanasijtshuk, 2003
- L. simlai Das, Poddar & Raychaudhuri, 1981
- L. spinifrons Tanasijtshuk, 2006
- L. thecabii Tanasijtshuk, 2006
- L. velutinifrons Tanasijtshuk, 2003

Folgende Arten wurden nach Gaimari & Havill in die Gattung Leucotaraxis verschoben:
- L. argenticollis Zetterstedt, 1848 (konträr hol-/nearktisch[10][11])
- L. atrifacies Aldrich, 1925 (nearktisch[11])
- L. piniperda Malloch, 1921 ( holarktisch[10])